# サン＝トゥーアン＝デュ＝メニル＝オジェ
サン＝トゥーアン＝デュ＝メニル＝オジェ（仏: Saint-Ouen-du-Mesnil-Oger）は、フランスのノルマンディー地域圏、カルヴァドス県に属するコミューン。

## 地理
県都カーンの中心部から東に15kmほどいった平野部に位置する。サン＝ピエール川がこの地で源を発し、北へ流れディーヴ川にそそぐ。集落は複数あり、それらが集まって一つのコミューンを形成している。北でサン＝ピエール＝デュ＝ジョンケと、東でクレヴィルと、南東でメリ＝コルボンと、南でカントルーと、西でジャンヴィルとそれぞれ接する。

## 行政
- クロード・フーシェ（Claude Foucher、無所属、1995年6月から）

## 人口の推移[1]
| 1962年 | 1968年 | 1975年 | 1982年 | 1990年 | 1999年 | 2007年 |
| ------ | ------ | ------ | ------ | ------ | ------ | ------ |
| 206    | 164    | 127    | 121    | 146    | 147    | 165    |